# Acer cinnamomifolium
Acer cinnamomifolium é uma espécie de árvore do gênero Acer, pertencente à família Aceraceae.